# Elena Lilik
Elena Lilik (nacida Elena Apel, Weimar, 14 de septiembre de 1998) es una deportista alemana que compite en piragüismo en la modalidad de eslalon. Su hermana Emily compite en el mismo deporte.
Participó en los Juegos Olímpicos de París 2024, obteniendo una medalla de plata en la prueba de C1 individual.
Ganó seis medallas en el Campeonato Mundial de Piragüismo en Eslalon, en los años 2021 y 2022, y cuatro medallas en el Campeonato Europeo de Piragüismo en Eslalon, entre los años 2018 y 2021.
En los Juegos Europeos de Cracovia 2023 consiguió tres medallas, oro en C1 individual y bronce en K1 por equipos y C1 por equipos.

## Palmarés internacional
| Juegos Olímpicos   | Juegos Olímpicos        | Juegos Olímpicos  | Juegos Olímpicos |
| Año                | Lugar                   | Medalla           | Competición      |
| ------------------ | ----------------------- | ----------------- | ---------------- |
| 2024               | París (Francia)         | Medalla de plata  | C1 individual    |
| Campeonato Mundial |                         |                   |                  |
| Año                | Lugar                   | Medalla           | Competición      |
| 2021               | Bratislava (Eslovaquia) | Medalla de oro    | C1 individual    |
| 2021               | Bratislava (Eslovaquia) | Medalla de plata  | K1 individual    |
| 2021               | Bratislava (Eslovaquia) | Medalla de plata  | K1 extremo       |
| 2022               | Augsburgo (Alemania)    | Medalla de oro    | K1 por equipos   |
| 2022               | Augsburgo (Alemania)    | Medalla de plata  | C1 por equipos   |
| 2022               | Augsburgo (Alemania)    | Medalla de bronce | K1 individual    |
| Juegos Europeos    |                         |                   |                  |
| Año                | Lugar                   | Medalla           | Competición      |
| 2023               | Cracovia (Polonia)      | Medalla de oro    | C1 individual    |
| 2023               | Cracovia (Polonia)      | Medalla de bronce | K1 por equipos   |
| 2023               | Cracovia (Polonia)      | Medalla de bronce | C1 por equipos   |
| Campeonato Europeo |                         |                   |                  |
| Año                | Lugar                   | Medalla           | Competición      |
| 2018               | Praga (República Checa) | Medalla de bronce | C1 individual    |
| 2019               | Pau (Francia)           | Medalla de plata  | K1 por equipos   |
| 2019               | Pau (Francia)           | Medalla de plata  | C1 por equipos   |
| 2021               | Ivrea (Italia)          | Medalla de bronce | C1 individual    |